# 奧帕瓦縣
49°56′20″N 17°54′09″E / 49.93889°N 17.90250°E

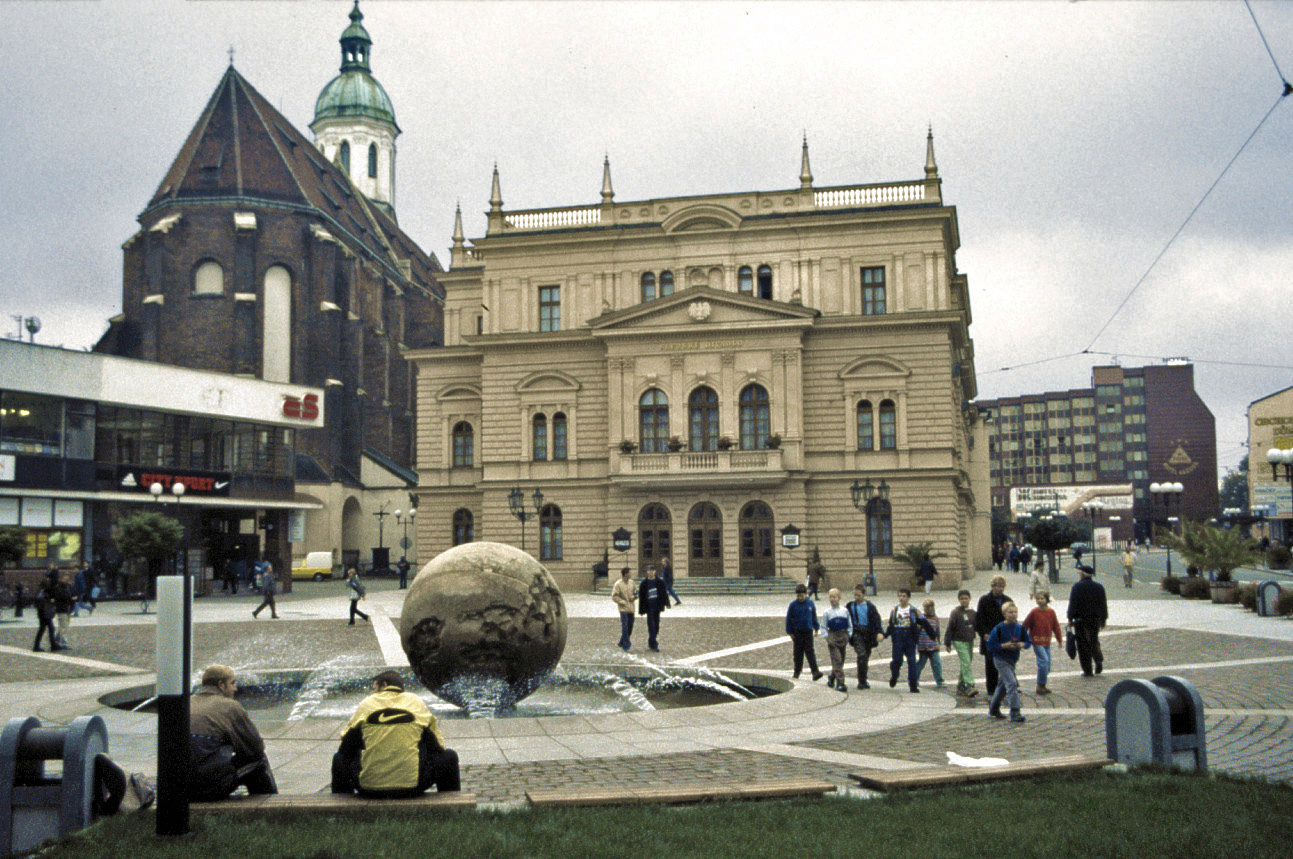

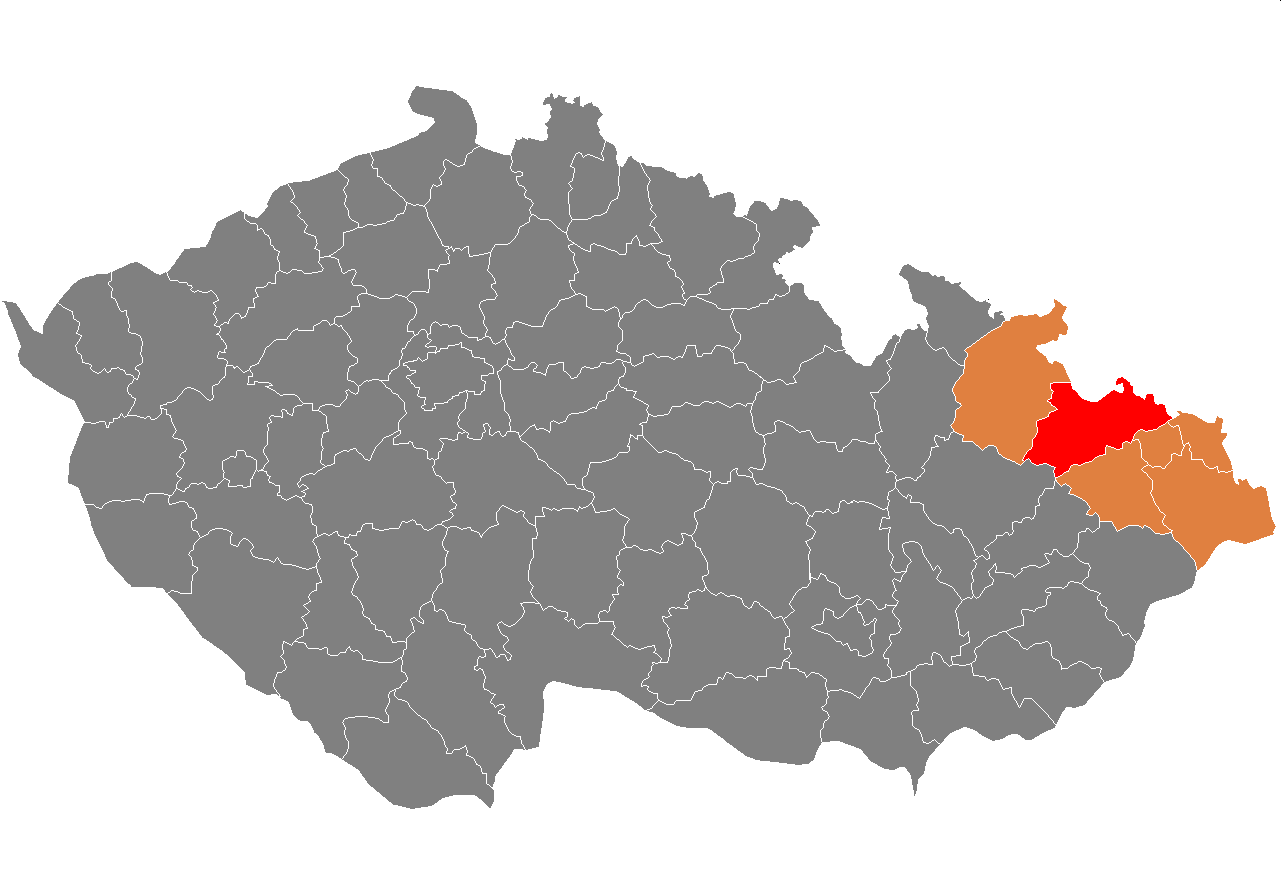

奧帕瓦縣（捷克語：Okres Opava）是捷克的縣份，位於該國東北部，由摩拉維亞-西里西亞州負責管轄，首府設於奥帕瓦，面積1,113平方公里，2007年人口176,653，人口密度每平方公里159人。